# Nancy ül a fűben
A Nancy ül a fűben vagy Spangli (eredeti cím: Weeds) egy amerikai vígjáték sorozat, melyet a Showtime kábelcsatorna vetít az Amerikai Egyesült Államokban.
A sorozat 2006. június 6-án debütált az HBO műsorán Magyarországon, majd új cím alatt a Cool TV tűzte műsorára, amit később a POÉN! csatorna ismételt.
A tévéfilmsorozat egy amerikai kisvárosban élő anyukáról szól, aki marihuána-eladással keresi kenyerét.
8 évadot készítettek a sorozatból. A 8. évad és a sorozat záró része 2012. szeptember 16-án került adásba az Egyesült Államokban.

## A sorozatról
A Golden Globe- és Emmy-díjas Mary Louise Parker (Angyalok Amerikában), Elizabeth Perkins és Kevin Nealon főszereplésével, a kaliforniai Agrestic városka tökéletesen nyírt pázsitja és fényes bejárati ajtajai mögött rejlő apró titkait tárja fel. Mary Louise Parker alakítja Nancyt, a külvárosi anyukát, aki férje hirtelen halála után fű (marihuána) eladásából próbálja fenntartani családját.
Mivel Nancy egyedül neveli két fiát, a nyolcéves Shane-t (Alex Gould, magyar szinkronhangja Kilényi Márk Oliver) és a tizenöt éves Silast (Hunter Parrish), ezért mindenképp egy otthonról is végezhető munkára van szüksége. Így esik választása a szerinte legjövedelmezőbb üzletágra, a marihuána-eladásra. Abban a reményben vág bele az üzletbe, hogy ezzel talán újra szorosabbra fűzheti a családi szálakat, ám éppen ez az üzlet szakítja szét azokat.

## Mondanivaló
Mary-Louise Parker úgy véli, hogy mindenkit vonz egy olyan társadalom története, amely bizonyos mértékig utópikusnak tűnik, elrugaszkodik a valóságtól. "Senki és semmi sem tökéletes: még Nancy, a külvárosi anyuka sem, hiszen kiderül róla, hogy drogdíler. Ha belelátnánk abba, ami minden családban a zárt ajtók mögött folyik, akkor bizony rájönnénk, hogy mindenkinek vannak sötét titkai."
"Manapság a marihuána egyre kedveltebb vitatéma Közép-Európában. Sajnos az utóbbi időben a marihuána-kérdés központi probléma lett ebben a régióban is, úgy, mint a világ többi részén. A Nancy ül a fűben egy rendkívül mulatságos sorozat, mivel a valóságon alapszik és saját álszenteskedésünknek állít görbe tükröt. A sorozat szórakoztató jellege másodsorban azon alapul, hogy a karakterek beismerik saját ténykedéseik különösségét" - mondta Jim Helfgott, az HBO Közép-Európa Sales és Marketing Igazgatója.

## Alkotók és szereplők
A Lions Gate Television és a Titled Productions által készített Nancy ül a fűben producere az Emmy-díjas Jenji Kohan, a nagy sikerű Szex és New York című sorozat megálmodója. "Rengeteg dolog van, amiről az emberek nem szívesen beszélnek; mi pedig nem teszünk mást, mint szemtől szembe megkérdezzük tőlük: miért nem?! Megpróbálhatunk úgy tenni, mintha ezek a dolgok nem léteznének, vagy bűn lenne róluk beszélni, de mi értelme? Hiszen ezek a bizonyos "tabu" dolgok immár mindennapi életünk részeseivé váltak, és többségük nagyon is érdekes" - nyilatkozta Jenji Kohan író-rendező-producer saját sorozatáról.

### Szereplők és magyar hangok
| Szerep         | Színész            | Magyar hang    |
| -------------- | ------------------ | -------------- |
| Nancy Botwin   | Mary-Louise Parker | Kökényessy Ági |
| Cecilia Hodes  | Elizabeth Perkins  | Spilák Klára   |
| Doug Wilson    | Kevin Nealon       | Schnell Ádám   |
| Andy Botwin    | Justin Kirk        | Rajkai Zoltán  |
| Heylia James   | Tonye Patano       | Braun Rita     |
| Conrad Shepard | Romany Malco       | Dolmány Attila |
| Silas Botwin   | Hunter Parrish     | Czető Roland   |
| Shane Botwin   | Alexander Gould    | Kilényi Márk   |
| Lupita         | Renee Victor       | Tóth Judit     |
| Isabelle Hodes | Allie Grant        | Talmács Márta  |
| Vaneeta        | Indigo             | Kiss Virág     |
| Dean Hodes     | Andy Milder        | Viczián Ottó   |

- rendező: Lee Rose, Burr Steers
- író: Jenji Kohan
- forgatókönyvíró: Jenji Kohan, Roberto Benabib, Matthew Salsberg, Shawn Schepps, Barry Safchik
- operatőr: Bobby Bukowski, Feliks Parnell
- díszlettervező: Julie Bolder
- zene: Joey Santiago
- executive producer: Jenji Kohan
- látványtervező: Joseph P. Lucky
- vágó: Lisa Bromwell, David Helfand

## Epizódok
| Évad | Évad | Epizódok | Eredeti sugárzás    | Eredeti sugárzás     | Eredeti adó |
| Évad | Évad | Epizódok | Évadpremier         | Évadfinálé           | Eredeti adó |
| ---- | ---- | -------- | ------------------- | -------------------- | ----------- |
|      | 1    | 10       | 2005. augusztus 8.  | 2005. október 10.    | Showtime    |
|      | 2    | 12       | 2006. augusztus 14. | 2006. október 30.    | Showtime    |
|      | 3    | 15       | 2007. augusztus 13. | 2007. november 19.   | Showtime    |
|      | 4    | 13       | 2008. június 16.    | 2008. szeptember 15. | Showtime    |
|      | 5    | 13       | 2009. június 8.     | 2009. augusztus 31.  | Showtime    |
|      | 6    | 13       | 2010. augusztus 16. | 2010. november 15.   | Showtime    |
|      | 7    | 13       | 2011. június 27.    | 2011. szeptember 26. | Showtime    |
|      | 8    | 13       | 2012. július 1.     | 2012. szeptember 16. | Showtime    |

## Külső hivatkozások
- Hivatalos oldal
- Nancy ül a fűben a Facebookon
- Nancy ül a fűben a PORT.hu-n (magyarul)
- Nancy ül a fűben az Internet Movie Database-ben (angolul)
- Nancy ül a fűben a Rotten Tomatoeson (angolul)
- Nancy ül a fűben a Box Office Mojón (angolul)